# Spilosoma limitata
Spilosoma limitata là một loài bướm đêm thuộc phân họ Arctiinae, họ Erebidae.